# Mirta Macedo
Mirta Macedo   (Treinta y Tres, 6 de juliol de 1939 - Montevideo, 25 de juliol de 2012) va ser una treballadora social, escriptora i activista de drets humans uruguaiana.
És més coneguda per la seva escriptura, algunes de les quals se centren en la seva etapa com a presa polític a Montevideo. Macedo també va treballar per exposar la tortura i els abusos sexuals que ella i altres dones van enfrontar a la presó.

## Biografia
Mirta Macedo va néixer el 6 de juliol de 1939 a Treinta y Tres. Creixent a Treinta i Tres, Macedo va considerar que hi havia molts problemes a la ciutat que necessitaven atenció. Quan tenia 20 anys, es va traslladar a Montevideo i va començar a estudiar a l'Escola de Servei Social. També es va incorporar a la Unió de Joves Comunistes. Macedo es va convertir en una comunista militant. També va participar en el Front Ampli.
Macedo va ser arrestada per l'Òrgan Coordinador d'Operacions Antisubversives (OCOA) a l'octubre de 1975. Va ser portada amb un grup de preses a una de les presons militars. Entre 1975 i 1981, Macedo va ser una presa política. Durant el seu empresonament, ella i les altres preses van ser torturades de diverses maneres. Al seu llibre Tiempos de ida, tiempos de vuelta (2002), parla del seu temps com a presa. El seu llibre de 2005, Atando los tiempos: Reflexiones sobre las estrategias de supervivencia en el Penal de Punta de Rieles, 1976-1981, descriu com les dones van fer front per sobreviure a la presó de Punta de Rieles. El 2011, Macedo, juntament amb altres tres expreses, van testificar al programa de televisió Esta boca es mía que havien estat agredides sexualment a la presó. Macedo i les altres preses polítiques van presentar una denúncia contra més de 100 persones encarregades de la presó per violació i abús sexual.
Macedo va morir el 24 de juliol de 2012. La col·lecció d'assajos, Las Laurencias (2012) compilada per Soledad González Baica i Mariana Risso Fernández, va estar dedicada a Macedo.

## Obres seleccionades
- Macedo, Mirta. Un día, una noche, todos los días (en castellà).  Montevideo: Orbe Libros, 1999. ISBN 9789974661011.
- Macedo, Mirta. Tiempos de ida, tiempos de vuelta (en castellà).  Montevideo: Orbe Libros, 2002. ISBN 9789974661059.
- Macedo, Mirta. Atando los tiempos : reflexiones sobre las estrategias de sobrevivencia en el Penal de Punta de Rieles, 1976-1981 (en castellà).  Montevideo: Orbe Libros, 2005. ISBN 9789974661165.
- Macedo, Mirta. De la prisión a la libertad: Reflexiones sobre los efectos sociales de la prisión (en castellà).  Montevideo: Orbe Libros, 2008. ISBN 9789974661424.